# Saint-Éloi, Creuse
Saint-Éloi este o comună în departamentul Creuse din centrul Franței. În 2009 avea o populație de 205 de locuitori.

## Evoluția populației
| An        | 1975 | 1982 | 1990 | 1999 | 2006 | 2009 |
| --------- | ---- | ---- | ---- | ---- | ---- | ---- |
| Populație | 226  | 210  | 175  | 166  | 195  | 205  |